# Children of the Universe
Children of the Universe var Storbritanniens bidrag i Eurovision Song Contest 2014 i Köpenhamn. Låten framfördes av Molly Smitten-Downes, som även skrivit både text och musik. Det var den sista låten som framfördes i finalen 10 maj. Den fick 40 poäng, vilket placerade den på 17:e plats av 26 bidrag.